# Малые Тиуши
Ма́лые Ти́уши (чув. Кӗҫӗн Тивӗш) — деревня в Цивильском районе Чувашской Республики. Входит в состав Богатырёвского сельского поселения.

## География
Находится в северной части Чувашии на расстоянии приблизительно 8 км на запад-юго-запад по прямой от районного центра города Цивильск на левом берегу реки Большой Цивиль.

## История
Известна с 1897 года как околоток деревни Тиушева (ныне Большие Тиуши) с 226 жителями. В 1926 году было учтено 53 двора, 296 жителей, 1939—277 жителей, 1979—182. В 2002 году было 45 дворов, 2010 — 37 домохозяйств. В период коллективизации был образован колхоз «Калинин», в 2010 году действовал СХПК «Тиуши».

## Население
Постоянное население составляло 138 человек (чуваши 99 %) в 2002 году, 110 в 2010.